# Мелич, Воислав
Во́ислав Ме́лич (серб. Војислав Мелић; 5 января 1940, Шабац — 6 апреля 2006, Белград) — югославский и сербский футболист и футбольный тренер. Участник чемпионата мира 1962 года в составе сборной Югославии.

## Клубная карьера
Мелич начал свою карьеру в клубе «Мачва», после чего с 19 августа 1960 года по 2 июля 1967 года выступал за «Црвену звезду», за которую сыграл в общей сложности 312 игр (из которых 140 в чемпионате) и забил 54 гола. В сезоне 1963/1964 выиграл в составе клуба «золотой дубль».
С лета 1967 года шесть лет выступал за французскую команду «Сошо», в футболке которой в октябре 1971 года был назван лучшим футболистом месяца Франции. Мелич был важным игроком французского клуба, нередко забивая решающие голы в матчах и при этом успешно справляясь с оборонительными функциями, и со временем стал капитаном команды. С сезона 1973/1974 четыре года играл за команду Лиги 2 «Безье», а затем два года работал тренером в клубе. После окончания карьеры посвятил себя тренерской деятельности, работая в клубах «Мачва» и «Црвенка». Много лет работал в молодёжном клубе «Црвены звезды».

## Карьера в сборной
Провёл три матча за молодёжную сборную (1959—1961) и сыграл 27 игр и забил два гола за основную сборную Югославии. Был разноплановым футболистом и выступал в сборной на 7 различных позициях.
Дебютировал в национальной сборной 2 июня 1962 года в матче группового этапа чемпионата мира в Чили против Уругвая (3:1). Пять дней спустя вышел на поле в последнем матче в группе против Колумбии (5:0) в Арике и забил свой первый гол за сборную. Последний раз сыграл в составе сборной пять лет спустя, 14 мая 1967 года, в матче против Албании (2:0) в Тиране.

## Достижения
- Чемпионат Югославии: 1963/1964
- Кубок Югославии: 1963/1964